# Prunus cerasus
« Griotte » redirige ici. Pour l’article homophone, voir Griote.
Griottier
Espèce
Classification phylogénétique
Le cerisier acide, cerisier aigre ou griottier (Prunus cerasus), est une espèce de plantes à fleurs du genre Prunus et de famille des Rosaceae. C'est un arbre fruitier cultivé pour ses fruits, les griottes.

## Synonymes
- (=) Cerasus vulgaris Mill.
- (=) Prunus vulgaris Schur
- Prunus marasca (Host) Rchb. [≡ Prunus cerasus var. marasca]
- Prunus semperflorens Ehrh. [≡ Prunus cerasus var. semperflorens]

## Étymologie
L'appellation cerisier aigre est justifiée, car le terme griotte vient de l'occitan agriòta, griòta (« griotte »), dérivé précisément de agre (« aigre »).

## Description

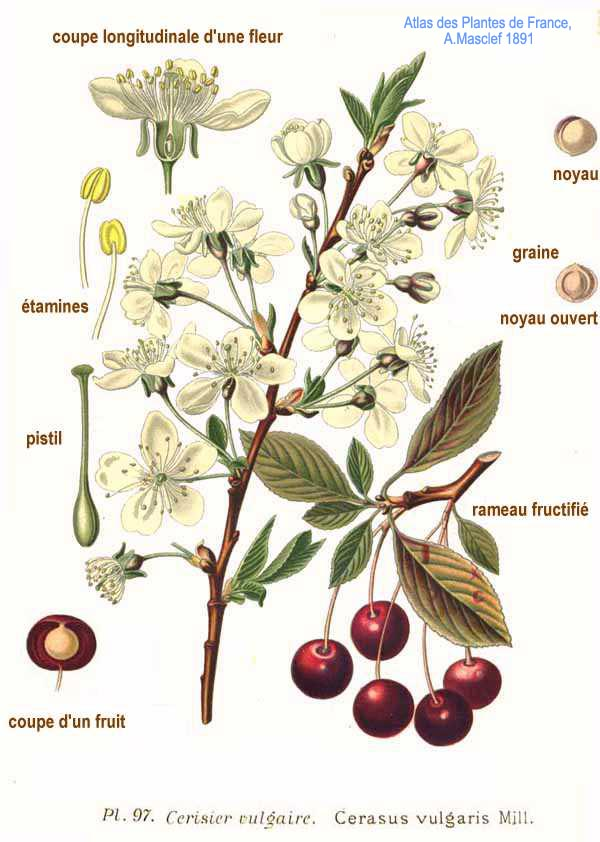
Cerasus vulgaris d'après Masclef, 1891.

Le Prunus cerasus est un petit arbre, dépassant rarement huit mètres de haut, à la différence du merisier qui peut atteindre vingt mètres. Il drageonne facilement. À l'état sauvage, c'est un arbrisseau très drageonnant, formant des buissons dans les haies et sur les talus. Ses branches plus faibles que celles du merisier, sont étalées ou pendantes.
Le pétiole de un à deux cm de long est beaucoup plus court que celui du merisier qui fait de deux à sept cm. Il porte ou non des nectaires. Le limbe elliptique, de 5-8 cm × 3-5 cm, a des marges finement biserrulées.
Les fleurs, groupées en ombelles de deux à quatre fleurs, apparaissent au début de la feuillaison. Elles sont blanches et font 2 - 2,5 cm de diamètre. À la différence des cerisiers doux, elles sont autogames. La floraison a lieu en avril-mai.
Le fruit est une drupe, de couleur rouge vif à noire et brillante, de 1,2 - 1,5 cm de diamètre, très juteux, de saveur acidulée convenant pour les confitures et les conserves à l'eau de vie.

## Écologie
Le Prunus cerasus est originaire d'Europe et d'Asie du sud-ouest. L'habitat de sa forme sauvage est inconnu et sera difficile à établir  car de nombreuses formes férales se sont échappées des vergers.
En France, il pousse spontanément principalement dans la moitié nord du pays. Il a donné des variétés culturales.

## Origine
Les distributions de Prunus avium et de Prunus fruticosa se superposent dans la région de la mer Caspienne et de l'Asie Mineure, aussi P. cerasus pourrait être apparu dans cette région, suivant l'hypothèse de De Candolle (1883) et Hedrick (1915).

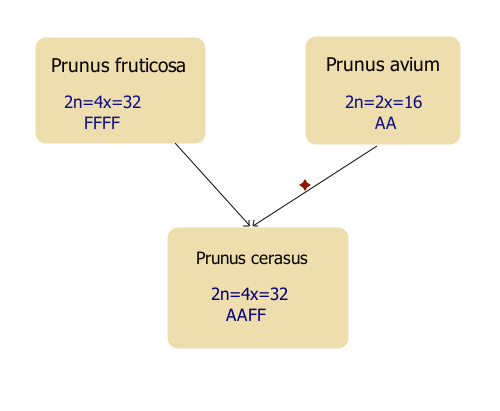
P. cerasus dériverait de l'hybridation de P. fruticosa et P. avium qui aurait produit des gamètes diploïdes.

Le griottier Prunus cerasus est une espèce allotétraploïde (AAFF) et comme l'évolution procède en général de types ayant moins de chromosomes vers des polyploïdes, l'hypothèse fut faite que Prunus cerasus (AAFF) pourrait résulter d'une hybridation naturelle entre le merisier P. avium, diploïde (AA) et le cerisier des steppes P. fruticosa tétraploïde (FFFF) (Olden, Nybom, 1968). Lors de cette fécondation, P. avium aurait produit des gamètes non réduits (AA) et P. fruticosa des gamètes normalement réduits (FF).
L'analyse morphologique de ces trois espèces très variables ne permet pas de tirer des conclusions claires. En Europe de l'ouest, le griottier ressemble au merisier, alors qu'en Europe de l'est, il est plus proche du cerisier des steppes. Griottier et cerisier des steppes sont interfertiles. Ce continuum de caractères morphologiques rend l'assignation spécifique difficile si on la base uniquement sur des traits phénotypiques.

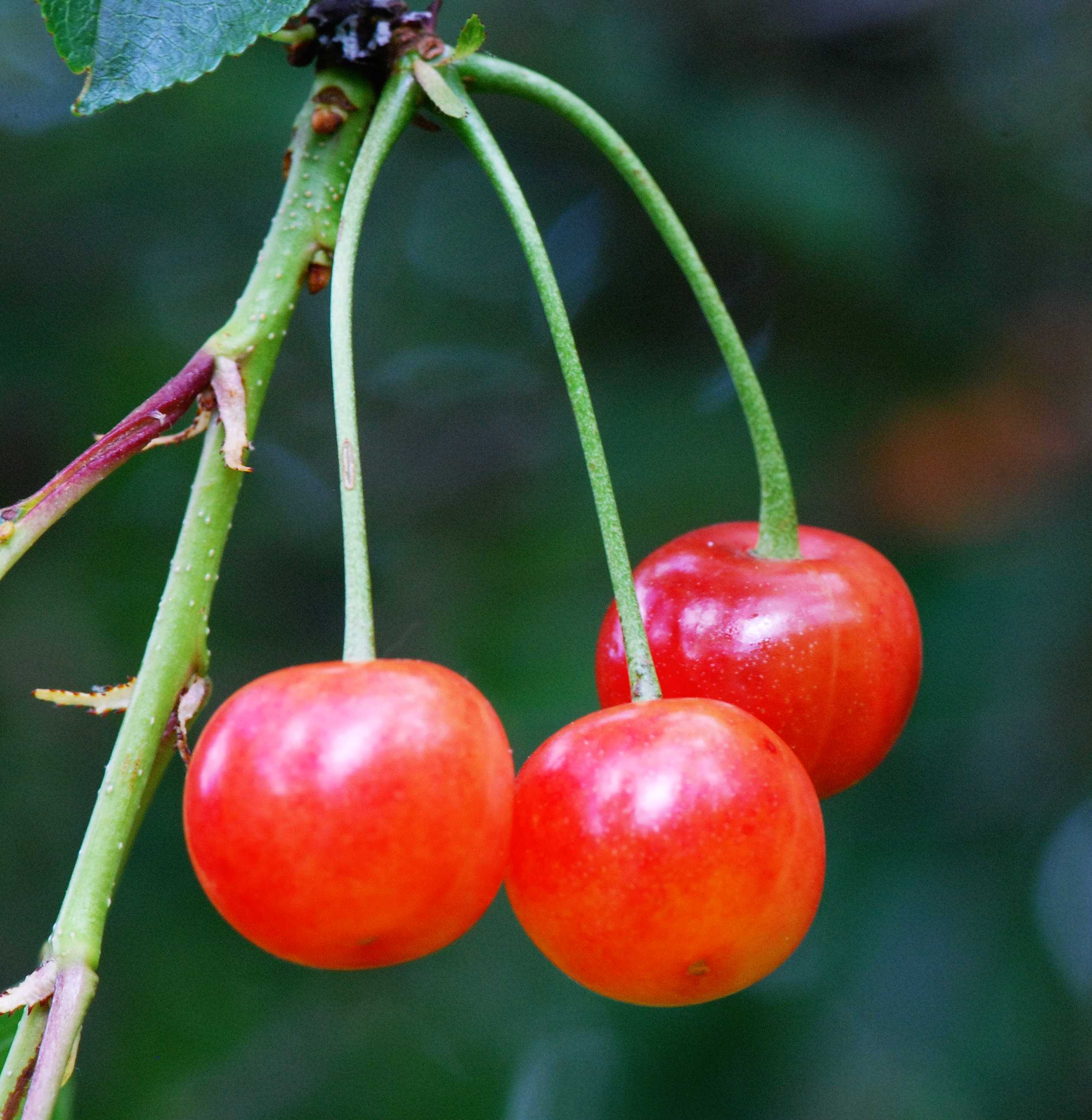
P. cerasus subsp. acida, Cerisier de Montmorency (arboretum du Breuil).

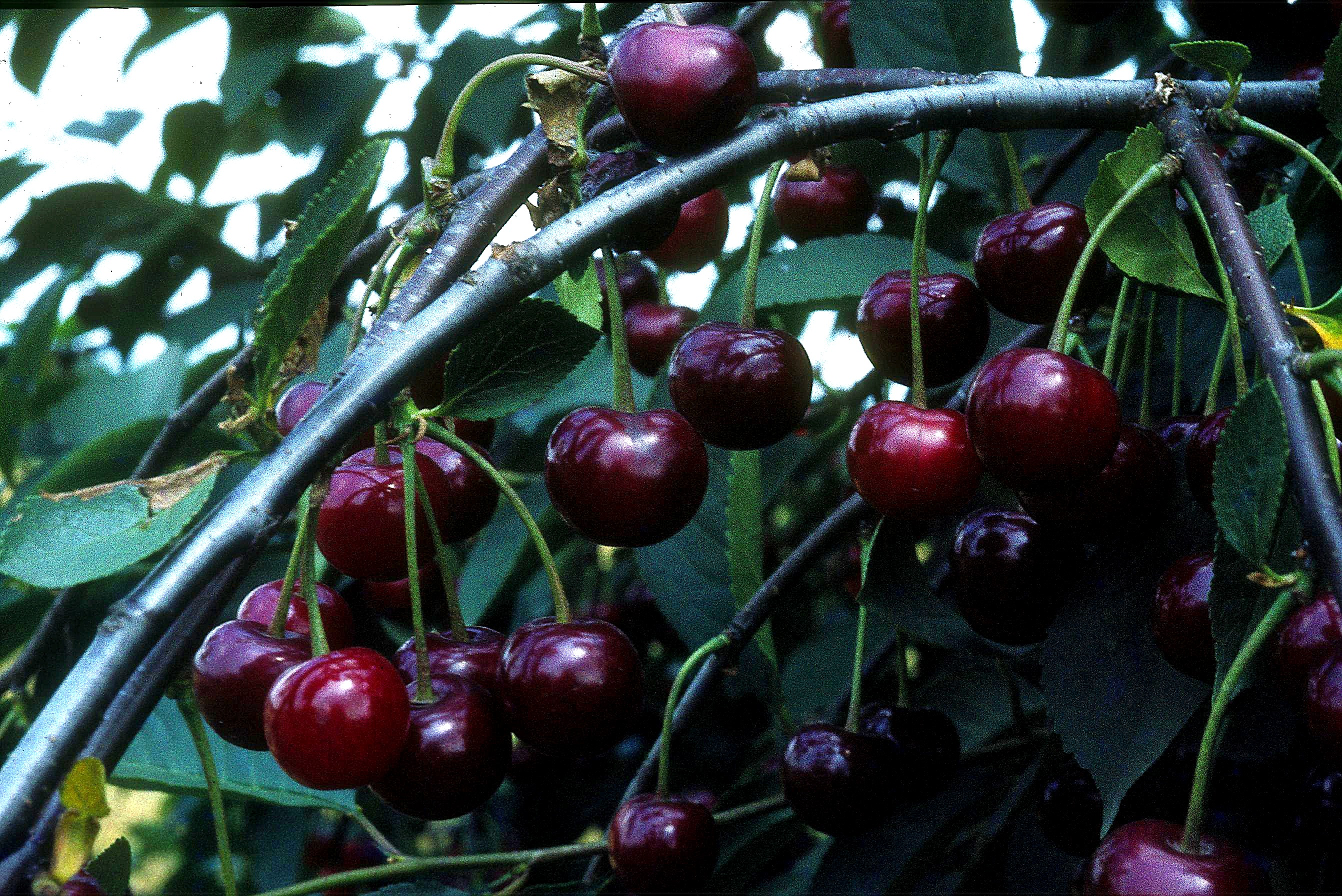
Morelles mûres.

Les textes latins témoignent d'une culture très ancienne des cerisiers.
Selon l'encyclopédiste romain du Ier siècle, Pline l'Ancien (Histoire naturelle, livre XV, 30), le général romain Lucullus, lors de sa campagne militaire contre le roi du Pont (sur la côte sud de la Mer Noire), aurait découvert et apprécié les cerises de la ville de Cerasus (actuellement, la ville turque de Giresun) et les aurait rapportées à Rome en 68 avant notre ère : "Il n'y avait pas de cerisier en Italie avant la victoire remportée par L. Lucullus sur Mithridate. l'an 680 de Rome. Il apporta,  le premier, ces arbres du Pont ; au bout de cent vingt ans, ils sont arrivés au delà de l'Océan dans la Bretagne." Mais, comme le signalait De Candolle en 1882 « il faut dire encore une fois qu'il y avait des Cerisiers — au moins celui des oiseaux — en Italie avant Lucullus, et que l'illustre gourmet n'a pas dû rechercher l'espèce à fruits acides ou amers. Je ne doute pas qu'il n'ait gratifié les Romains d'une bonne variété cultivée dans le Pont et que les cultivateurs ne se soient empressés de la propager par la greffe, mais c'est à cela que s'est borné le rôle de Lucullus » (Origine des plantes cultivées, 1882).

## Quelques variétés réputées
Les variétés cultivées de Prunus cerasus sont plus résistantes au froid que les cerisiers P. avium, aussi sont-elles cultivées dans les zones septentrionales : nord de la France, Allemagne, pays de l'Est. Elles donnent :
- des fruits à jus clair, nommés amarelles[8], comme la cerise de Montmorency et l'amarena italienne ;
- des fruits acides, à jus coloré, nommés griottes ou morelles[9] (« noirâtres »). À noter qu'il ne faut pas les confondre avec les Morelles, nom vernaculaire désignant certaines plantes du genre Solanum.

L'analyse génétique des marqueurs AFLP a décelé quelques erreurs dans les assignations spécifiques : ainsi la griotte jaune d'Ollins ne serait pas une griotte P. cerasus mais un P. avium ou inversement la griotte de Provence et la guigne de Boissière ne dériveraient pas de P. cerasus mais seraient des hybrides P. × gondouinii. Autre reclassement l'Anglaise Hâtive (May Duke, Royale Hâtive) ne reçoit plus l'assignation P. × gondouinii mais P. avium, et La Belle Magnifique et la Reine Hortense ne sont plus des P. × gondouinii mais des P. cerasus.
| Quelques variétés de Prunus cerasus (uniquement parmi celles ayant reçu l'assignation génétique) |                   |               |                                                                                 |                                          |
| Variété                                                                                          | Jus               | Grosseur      | Qualité gustative                                                               | Récolte                                  |
| Cerise de Montmorency                                                                            | clair             | moyen à petit | rouge vif, chair jaune, molle, acide, pour la confiture, cerises à l'eau de vie | fin juin - juillet                       |
| Cerise Reine Hortense, (Belle de Bavay)                                                          | clair             | très gros     | ambrée, chair jaunâtre, sucrée, acidulée                                        | juillet                                  |
| Belle Magnifique (Belle Chatenay, Griotte commune)                                               | clair             | gros          | rouge vif, chair rose, sucrée, acidulée                                         | tardive, mi-juillet                      |
| Griotte de Moissac                                                                               | ..                | ..            | très juteuse, pour la confiture                                                 | juillet                                  |
| Griotte de la Toussaint                                                                          | clair             | moyen à petit | peau rouge vif, chair jaunâtre, récolte très étalée                             | très tardive fin août à octobre-novembre |
| Griotte du Lyonnais                                                                              | ..                | petit         | très acidulée, pour les cerises à l'eau de vie                                  | fin juin                                 |
| Royale tardive (Duke)                                                                            | légèrement coloré | gros          | rouge, acide, chair jaune, un peu amère                                         | juillet                                  |
| Griotte de Champagne                                                                             | coloré            | assez gros    | teinté de rouge vif, chair transparente, assez sucrée, acidulée                 | juillet                                  |
| Griotte du Nord (Chatel Morel)                                                                   | coloré            | moyen         | noirâtre, très acide, pour eau de vie                                           | tardive                                  |

## Production dans le monde
| Russie               | 225 000   | 17 %  | 235 000   | 20 %  |
| Turquie              | 138 000   | 11 %  | 140 000   | 12 %  |
| Pologne              | 201 734   | 16 %  | 138 000   | 12 %  |
| Ukraine              | 178 500   | 14 %  | 120 000   | 10 %  |
| Serbie-et-Monténégro | 113 118   | 9 %   | 116 000   | 10 %  |
| États-Unis           | 96 616    | 7 %   | 98 000    | 9 %   |
| Allemagne            | 80 000    | 6 %   | 80 000    | 7 %   |
| Iran                 | 51 000    | 4 %   | 51 000    | 4 %   |
| Hongrie              | 77 153    | 6 %   | 48 082    | 4 %   |
| Géorgie              | 12 409    | 1 %   | 20 027    | 2 %   |
| Autres pays          | 127 825   | 10 %  | 105 740   | 9 %   |
| Total                | 1 301 355 | 100 % | 1 151 849 | 100 % |

## Utilisation
- On utilise la variété kriek en Belgique pour fabriquer une bière de type lambic, appelée kriek lorsqu'elle est ainsi aromatisée.

## Galerie

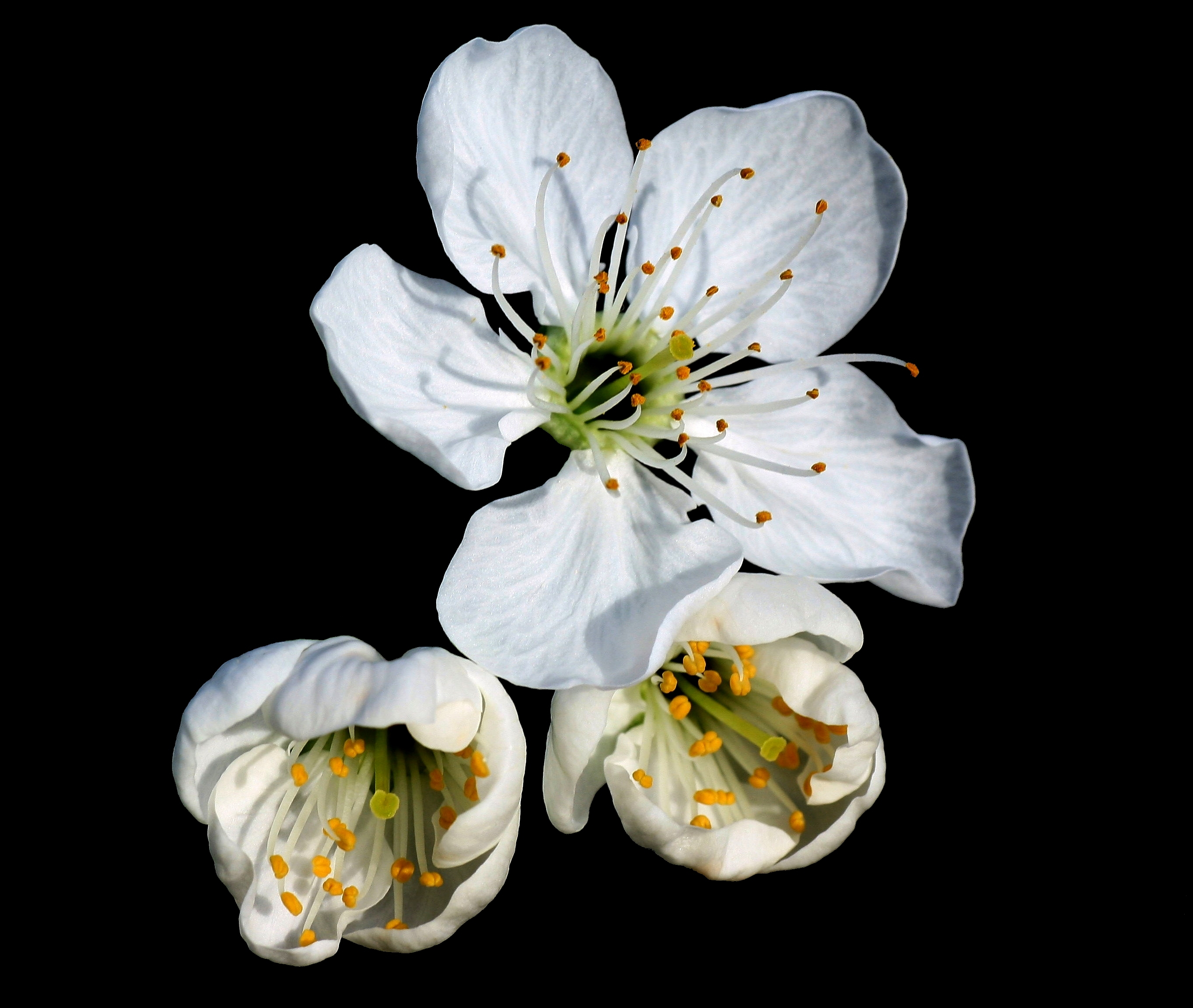
Fleurs.
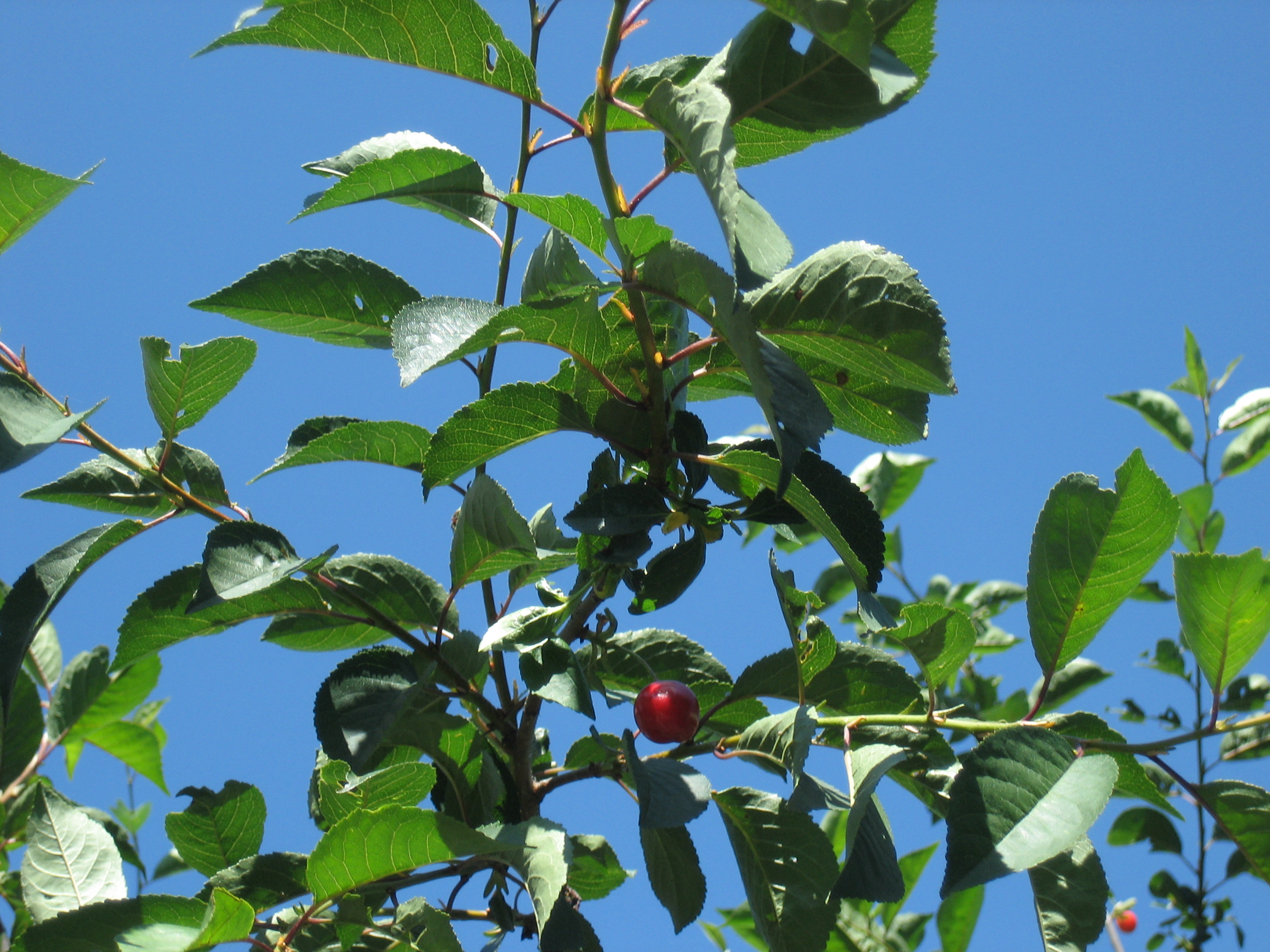
Feuilles.
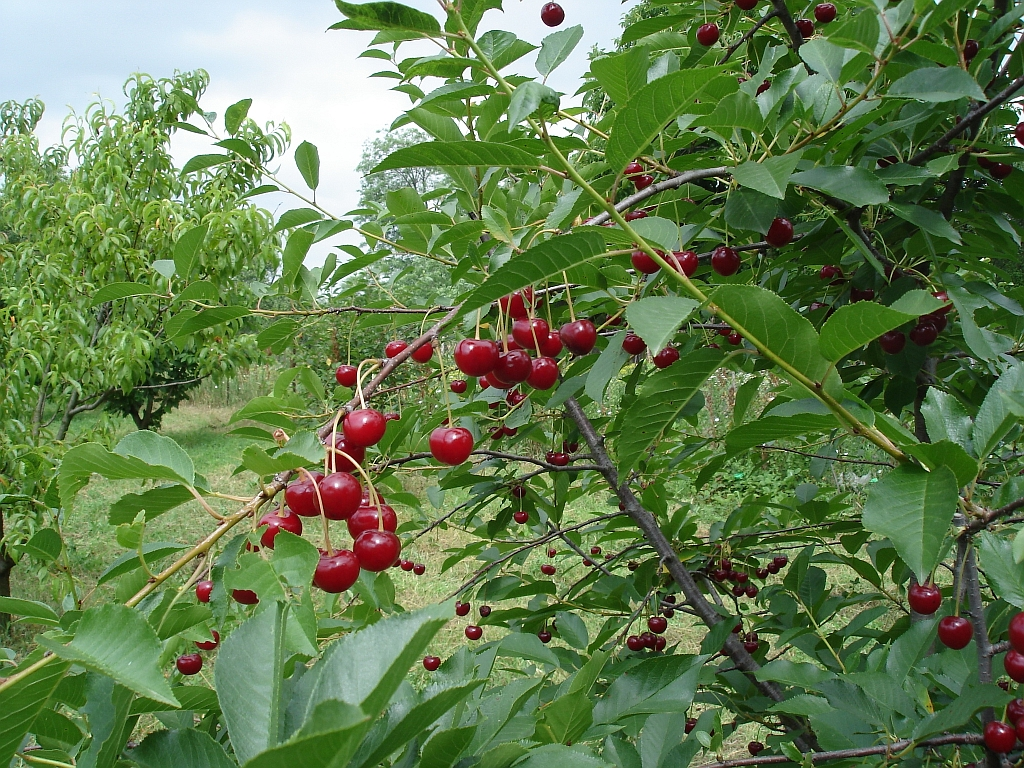
Fruits mûrs.
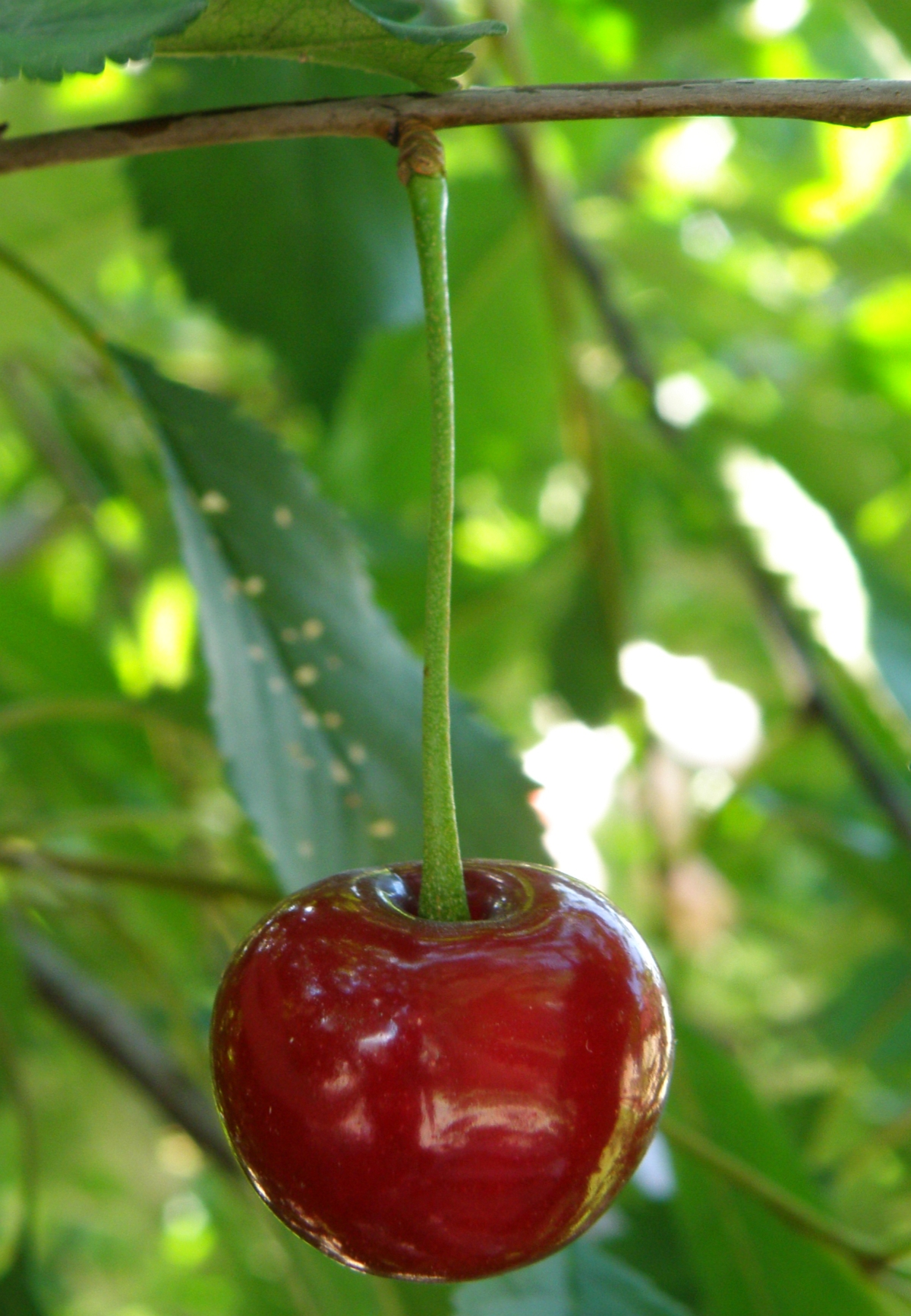
Fruit.